# Kiunga (género)
Kiunga es un género de peces actinopterigios de agua dulce que habitan ríos y aguas estancadas en las selvas tropicales de Papúa Nueva Guinea.

## Especies
Existen dos especies reconocidas en este género en la actualidad:
- Kiunga ballochi Allen, 1983
- Kiunga bleheri Allen, 2004